# Massimo Fanfani
Massimo Fanfani (Firenze, 9 aprile 1953) è un linguista italiano.
Storico della lingua italiana, ha insegnato all'Università di Firenze.
Socio corrispondente dell'Accademia della Crusca nel maggio del 2011e ordinario nel dicembre dello stesso anno, dal 2012 al 2017 è stato accademico segretario.
Dal 2004 è condirettore della rivista Lingua nostra.